# Rádio Disney Brasil
Rádio Disney Brasil é uma emissora de rádio brasileira sediada em São Paulo, capital do estado homônimo. Opera no dial FM, na frequência 91.3 MHz. Pertence ao Grupo Camargo de Comunicação, em sociedade com a Walt Disney Company América Latina, e tem sua programação voltada ao público jovem, assim como a Radio Disney dos Estados Unidos, pioneira do gênero na América Latina. Seus estúdios ficam localizados no 19.º andar do Edifício The Central Park, no Espigão da Paulista, enquanto sua antena de transmissão está no alto do Edifício São Luís Gonzaga, na mesma região.

## História

Logotipo da emissora, entre 2010 e 2023.

No segundo semestre de 2009, a rede evangélica Nossa Rádio deixa os 91.3 MHz de São Paulo, migrando para os 106.9 MHz. Com essa mudança, iniciam-se especulações sobre o futuro da frequência, que na época era de propriedade do Grupo RBS. Pouco antes do fim do ano, começa a ser transmitida uma programação adulta e circula a notícia de que haveria possibilidade da Disney adquirir uma rádio na capital paulista. O conglomerado passou a ter participação minoritária de 30%, o máximo permitido a grupos estrangeiros pela legislação brasileira, em parceria com a Rádio Holding Participações Ltda., pertencente ao empresário Paulo Henrique Cardoso (filho do ex-presidente da república Fernando Henrique Cardoso), que passou a deter os outros 70%.
No primeiro semestre de 2010, os 91.3 MHz passam a transmitir uma programação voltada ao público jovem, executando músicas de artistas como Demi Lovato, Jonas Brothers, Miley Cyrus, entre outros, sem comerciais ou locutores, apenas com uma vinheta que dizia "91.3 FM São Paulo". Em outubro, é iniciada a campanha "91.3 Que Rádio é Essa?", causando muita expectativa e agito no público que já a ouvia e no mercado de rádio da capital paulista. Locutores como Juliana Molino (NovaBrasil FM), Stefanie Souza (Metropolitana FM), Mônica Leão (Mit FM), Telma Emerick, Roberto Hais, Serginho Bralle, e Marcelo Bressane (ambos da Jovem Pan FM) são confirmados para a nova rádio. Nesta fase, a futura emissora começa a divulgar telefone para contato, site provisório e realiza uma promoção em que leva ouvintes para o show dos Jonas Brothers no Brasil, onde também é anunciado a chegada da emissora. A Rádio Disney Brasil foi oficialmente inaugurada às 7h de 29 de novembro de 2010, sob a locução de Telma Emerick. Neste dia, diversos artistas da cena musical brasileira passaram pela rádio desejando boas-vindas.
Em novembro de 2011, a emissora foi investigada pelo Ministério das Comunicações devido à suspeitas sobre o controle da Disney na rádio, uma vez que executivos do conglomerado estariam exercendo funções de direção, o que pela legislação só é permitido a cidadãos brasileiros natos. Em outubro de 2012, a emissora promoveu melhorias no seu sistema de transmissão, para oferecer melhor qualidade de áudio aos ouvintes.
Em 14 de fevereiro de 2022, o colunista do jornal O Globo, Lauro Jardim, anunciou que o empresário Paulo Henrique Cardoso vendeu os 70% de participação acionária que possuía na Rádio Disney Brasil para o Grupo Camargo de Comunicação. Os novos proprietários assumiram a rádio a partir de 16 de fevereiro. Em maio do mesmo ano, a nova gestão transferiu os estúdios da rádio, que anteriormente funcionavam no 11.º andar do World Trade Center de São Paulo, no Brooklin Novo, para o 19.º andar do Edifício The Central Park, na Avenida Paulista, onde já operavam outras emissoras pertencentes ao GC2, como a 89 FM A Rádio Rock e a Alpha FM.
Em 2022 um novo time de apresentadores inaugura um novo momento na Rádio Disney Brasil, sob gestão de Yuri Danka e posteriormente de Dan Rocha. Patrícia Liberato, Fabi Travagin, Vanessa Nunes, Fernando Prado, Diego Baroni, Sérgio Bralle, Gustavo San, passam a ser as vozes deste novo momento da emissora. Que em 2025 ganha reforços com a gestão de Jany Lima.